# Mensch
Mensch (Homo sapiens, lateinisch für „verstehender, verständiger“ oder „weiser, gescheiter, kluger, vernünftiger Mensch“) ist nach der biologischen Systematik eine Art der Gattung Homo aus der Familie der Menschenaffen, die zur Ordnung der Primaten und damit zu den höheren Säugetieren gehört.
Menschen sind die einzige rezente Art der Gattung Homo. Die Art ist in Afrika seit rund 300.000 Jahren fossil belegt und entwickelte sich dort über das als archaischer Homo sapiens bezeichnete evolutionäre Bindeglied vermutlich aus der Art Homo erectus. Zwischen Homo sapiens, den Neandertalern und den Denisova-Menschen gab es nachweislich – vermutlich mehrfach – einen Genfluss. Weitere, jedoch deutlich jüngere fossile Belege gibt es für die Art von allen Kontinenten außer Antarktika. Von den noch lebenden Menschenaffen sind die Schimpansen den Menschen stammesgeschichtlich am nächsten verwandt, am zweitnächsten die Gorillas.
Allgemeine Eigenschaften der Menschen und besondere Formen menschlichen Zusammenlebens werden in der Anthropologie, Ethnologie und Soziologie untersucht. Im Laufe ihrer Stammesgeschichte und insbesondere der Hominisation haben sich Merkmale herausgebildet, welche die Voraussetzungen dafür bildeten, dass Menschen in hohem Maße sozialisations- und kulturabhängige Wesen werden konnten. Dazu gehören eine lang andauernde Kindheit, die Fähigkeit zum Spracherwerb und zu gemeinschaftlicher Arbeit sowie das Eingehen besonders komplexer sozialer Bindungen.
Durch das Bewusstsein erschließt sich den Menschen die zeitliche Dimension des Daseins sowie ein reflektiertes Verhältnis zu sich selbst. Daraus ergeben sich die eigene Existenz betreffende Fragen, wie zum Beispiel die nach der persönlichen Freiheit, nach der menschlichen Stellung in der Natur, nach moralischen Grundsätzen des Zusammenlebens und einem Sinn des Lebens. Im Rahmen der Reflexion des Verhältnisses zu anderen Lebewesen haben viele Kulturen ein Menschenbild entwickelt, das die Menschen von der Natur absondert und dieser gegenüberstellt. Eine solche Sonderstellung innerhalb der Tierwelt wurde etwa durch Schöpfungserzählungen begründet, die den Menschen einen separaten Ursprung zuschreiben, oder durch die Bestimmung der Menschen als Vernunftwesen. Sie findet aber auch in modernen Vorstellungen wie der Menschenwürde und den Menschenrechten einen Widerhall.
Die Gesamtzahl der Individuen wuchs eine Zeit lang exponentiell und beträgt mittlerweile mehr als acht Milliarden. In ihrer Gesamtheit werden diese als Menschheit bezeichnet. In der Geschichte der Menschheit kam es zur Bildung zunehmend komplexer sozialer Systeme, seit der neolithischen Revolution sind dies die so genannten Zivilisationen. Die Entwicklung der Technik führte bis heute zu einem dermaßen umfassenden anthropogenen Einfluss auf das Ökosystem Erde, dass vorgeschlagen wurde, das aktuelle Erdzeitalter Anthropozän zu nennen. Einige der ihr gesetzten planetaren Grenzen hat die Menschheit in jüngerer Vergangenheit bereits überschritten. Diese Entwicklung oder andere Szenarien könnten zu einem Zivilisationskollaps oder sogar zum Ende der Menschheit führen.

## Etymologie und Artname
Das Wort Mensch ist im Althochdeutschen seit dem 8. Jahrhundert in der Schreibung mennisco (Maskulinum) belegt und im Mittelhochdeutschen in der Schreibung mensch(e) (Maskulinum oder Neutrum) in der Bedeutung „Mensch“. Das Wort ist eine Substantivierung von althochdeutsch mennisc, mittelhochdeutsch mennisch für „mannhaft“ und wird zurückgeführt auf einen indogermanischen Wortstamm, in dem die Bedeutung Mann und Mensch in eins fiel – heute noch erhalten in man. Das Neutrum (das Mensch) hatte bis ins 17. Jahrhundert keinen abfälligen Beiklang und bezeichnete bis dahin insbesondere Frauen von niederem gesellschaftlichen Rang.
Der Name der Art Homo sapiens (klassisch [ˈhɔmoː ˈsapieːns], gebräuchliche Aussprache [ˈhoːmo ˈzaːpiəns], nach lat. homo sapiens ‚einsichtsfähiger/weiser Mensch‘) wurde 1758 durch Carl von Linné in der zehnten Auflage seines Werks Systema Naturae geprägt. Auch im aktuellen Catalog of Life des Integrated Taxonomic Information System wird die Bezeichnung „Homo sapiens Linnaeus, 1758“ als „akzeptierter wissenschaftlicher Name“ ausgewiesen. Von den 1930er-Jahren bis in die 1990er-Jahre wurde der Mensch als Homo sapiens sapiens und der Neandertaler als Homo sapiens neanderthalensis bezeichnet. Diese Einordnung des Neandertalers als Unterart von Homo sapiens gilt jedoch derzeit als veraltet, da es seitdem unter Paläoanthropologen „eine zunehmende Akzeptanz, dass die Neandertaler morphologisch unverwechselbar sind,“ gibt und sich daher in der Fachliteratur die Bezeichnungen Homo sapiens und Homo neanderthalensis durchgesetzt haben.

## Merkmale des Körpers

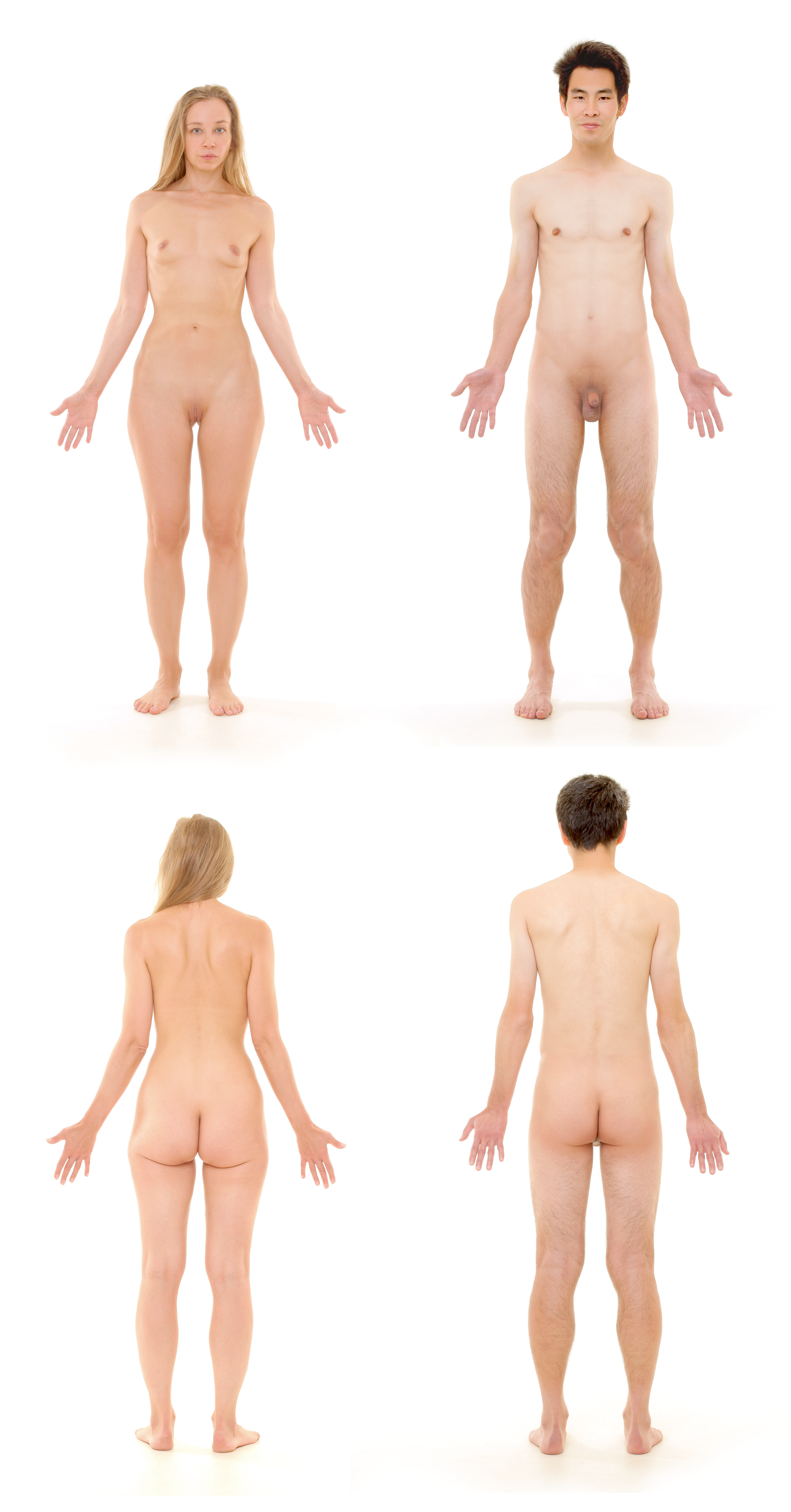
Der Körper des Menschen: Beispielhaft eine Frau und ein Mann, von vorne und hinten betrachtet.

Mit dem Körper des Menschen befassen sich unter anderem die Anatomie, die Humanbiologie und die Medizin. Die Anzahl der Knochen des Menschen beträgt (individuell verschieden) beim Erwachsenen 206 bis 214. Das Skelett von Säuglingen hat noch mehr als 300 Knochen, von denen einige im Laufe der Zeit zusammenwachsen.
Die Körpergröße des Menschen ist zum Teil vererbt, hängt jedoch auch von Lebensumständen wie der Ernährung ab. Auch das Geschlecht spielt eine Rolle: Männer sind im Durchschnitt größer als Frauen. Seit dem 19. Jahrhundert ist die durchschnittliche Körpergröße in Mitteleuropa bzw. Deutschland von 167,6 cm (Männer) / 155,7 cm (Frauen) auf 178 cm (Männer) / 165 cm (Frauen) angestiegen.
Für das Körpergewicht des Menschen gibt es keinen medizinischen Konsens, was als „wünschenswert“ oder „natürlich“ gelten sollte, zumal das Körpergewicht auch von der Körpergröße abhängig ist. Gleichwohl hat die Weltgesundheitsorganisation (WHO) hilfsweise anhand des Body-Mass-Index (BMI) einen Normbereich (normal range) definiert, der einen BMI von 18,50 bis 24,99 umfasst.
Im Folgenden werden einige der wichtigsten Merkmale der Spezies, insbesondere im Vergleich zu anderen Menschenaffen und sonstigen Primaten, genannt.

### Aufrechter Gang

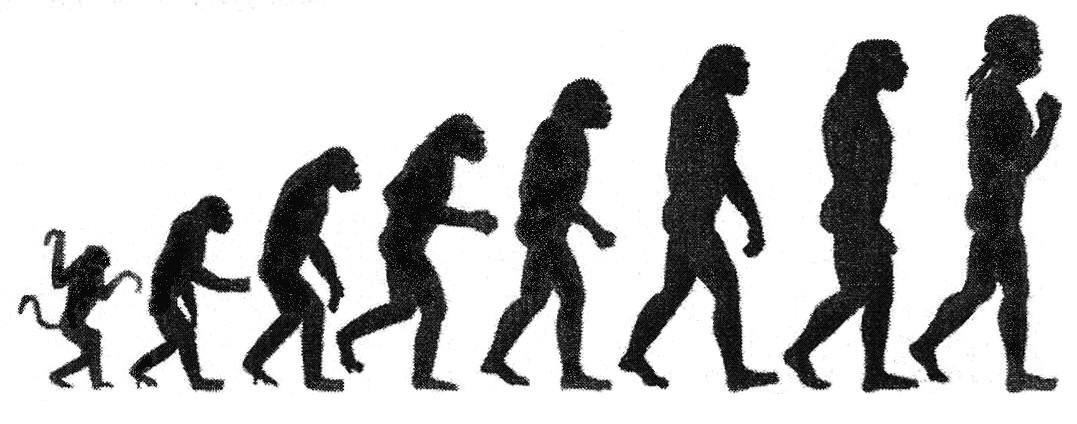
Darstellung der Evolution des aufrechten Gangs (angelehnt an den „March of Progress“ von Rudolph Zallinger)

Der Mensch besitzt einen aufrechten Gang (Bipedie), was in der Tierwelt an sich nichts Ungewöhnliches, jedoch bei den Säugetieren selten ist. Der aufrechte Gang ermöglicht dem Menschen das zweibeinige Stehen, Gehen, Laufen. Er hat damit zwei Gangarten. Gerade im Säuglingsalter hat er aber noch ein großes Repertoire weiterer Bewegungsabläufe (krabbeln) und kann auch eigene entwickeln (z. B. Hopserlauf).
Der Mensch besitzt keinen Greiffuß wie die meisten anderen Primaten, sondern einen Fuß mit verkürzten Zehen und anliegender Großzehe. Dafür dient die Hand des Menschen nicht mehr zur Fortbewegung. Untypisch für einen Affen sind beim Menschen die Arme kürzer als die Beine. Wie bei allen Menschenartigen fehlt der Schwanz. Eine weitere Folge der Entwicklung des aufrechten Gangs beim Menschen ist seine doppelt-S-förmige Wirbelsäule und das kräftig ausgebildete Gesäß, welches die aufrechte Haltung und Fortbewegung erst ermöglicht.
Der aufrechte Gang muss erst individuell erlernt werden, was etwa ein bis eineinhalb Jahre ab der Geburt dauert.

### Gehirn

Rotationsanimiertes Modell eines menschlichen Gehirns (ohne rechtes Großhirn; Frontallappen rot markiert)

Das menschliche Gehirn entspricht in seinem Aufbau dem Gehirn anderer Primaten, ist jedoch im Verhältnis zur Körpergröße größer. Die Anzahl der Nervenzellen im Gehirn eines erwachsenen Menschen beträgt etwa 86 Milliarden, in der Rinde des Großhirns etwa 16 Milliarden. Im Vergleich dazu hat das Gehirn eines Rhesusaffen ca. 6,4 Milliarden Nervenzellen und das Gehirn eines Elefanten ca. 257 Milliarden, davon 5,6 Milliarden in der Großhirnrinde (Cortex cerebri). Doch beim Grindwal beträgt die Neuronenanzahl allein im Neocortex ca. 37 Milliarden, also etwa doppelt so viel wie beim Menschen.
Die Großhirnrinde ist am menschlichen Gehirn besonders stark ausgeprägt, insbesondere die Frontallappen, denen exekutive Funktionen wie Impulskontrolle, emotionale Regulation, Aufmerksamkeitssteuerung, zielgerichtetes Initiieren und Sequenzieren von Handlungen, motorische Steuerung, Beobachtung der Handlungsergebnisse und Selbstkorrektur zugeordnet werden. Der Bereich der Großhirnrinde, der für das Sehen zuständig ist, sowie Zonen, die für die Sprache eine Rolle spielen, sind ebenfalls beim Menschen deutlich vergrößert.
Anhand von Fossilienfunden ist belegbar, dass sich der aufrechte zweibeinige Gang des Menschen deutlich früher entwickelte als die starke Vergrößerung des Gehirns. Die Vergrößerung des Gehirns ereignete sich zeitgleich mit einer Verkleinerung der Kaumuskulatur.
Das Gesicht des Menschen ist flacher als bei einem Menschenaffen-Schädel, der eine hervorstehende Schnauze hat. Hingegen hat der Mensch durch die Rücknahme des Ober- und Unterkiefers ein vorspringendes Kinn. Mit der starken Zunahme des Gehirnvolumens entstand eine hohe Stirn und seine charakteristische Schädelform.

### Haut und Behaarung
Der Mensch verfügt in besonderem Maße über die Fähigkeit der Wärmeabfuhr durch Schwitzen. Kein anderer Primat besitzt eine so hohe Dichte an Schweißdrüsen wie der Mensch. Die Kühlung des Körpers durch Schwitzen wird unterstützt durch die Eigenheit, dass der Mensch im Unterschied zu den meisten Säugetieren kein (dichtes) Fell hat. Während seine Körperbehaarung nur gering ausgebildet ist, wächst sein Kopfhaar ohne natürlich begrenzte Länge. Ein Teil der verbliebenen Körperbehaarung entwickelt sich erst in der Pubertät: das Scham- und Achselhaar sowie die Brustbehaarung und das Barthaar beim Mann.
Eine Folge der Felllosigkeit ist die rasche Auskühlung bei Kälte aufgrund der geringeren Wärmeisolation. Der Mensch lernte jedoch, dies durch das Nutzen von Feuer und das Anfertigen von Behausungen und Kleidung zu kompensieren. Beides ermöglicht ihm auch das Überleben in kälteren Regionen. Ein weiterer Nachteil der Felllosigkeit ist das erhöhte Risiko für die Haut, durch ultraviolettes Licht geschädigt zu werden, da Fell einen wichtigen Sonnenschutz darstellt. Die je nach Herkunftsregion unterschiedliche Hautfarbe wird als Anpassung an die – je nach geographischer Breite – unterschiedlich intensive Einstrahlung des von der Sonne kommenden ultravioletten Lichts interpretiert (→ Evolution der Hautfarben beim Menschen).

## Lebensweise

### Ernährung und Gebiss
Nach heutigem Kenntnisstand ist der Mensch „von Natur aus“ weder ein reiner Fleischfresser (Carnivore) noch ein reiner Pflanzenfresser (Herbivore), sondern ein so genannter Allesfresser (Omnivore); umstritten ist allerdings, welcher Anteil der Nahrungsaufnahme in den verschiedenen Zeiten und Regionen auf Fleisch und auf Pflanzenkost entfiel. Die omnivore Lebensweise erleichterte es dem Menschen, sich nahezu jedes Ökosystem der Erde als Lebensraum zu erschließen.
Der Mensch besitzt ein Allesfressergebiss mit parabelförmig angeordneten Zahnreihen. Wie die meisten Säugetiere vollzieht er einen Zahnwechsel. Das Milchgebiss des Menschen hat 20 Zähne, das bleibende Gebiss 32 (inklusive Weisheitszähne). Die Zahnformel des Menschen ist wie bei allen Altweltaffen I2-C1-P2-M3. Der Mensch hat jedoch verkleinerte Schneide- und Eckzähne.

### Sexualität
Die Fruchtbarkeit (die Geschlechtsreife mit dem Erreichen der Menarche bzw. Spermarche) beginnt beim Menschen deutlich später als bei anderen (auch langlebigen) Primaten.
Eine Besonderheit der menschlichen Sexualität ist der versteckte Eisprung. Während die Fruchtbarkeit bei weiblichen Säugetieren in der Regel durch körperliche oder Verhaltens-Signale mitgeteilt wird, damit in dieser Phase eine Befruchtung stattfinden kann, ist sie beim Menschen „versteckt“. Deshalb ist der Geschlechtsakt beim Menschen weniger stark mit der Fortpflanzung verbunden. Das Sexualverhalten des Menschen hat über die Rekombination von Genen hinaus zahlreiche soziale Funktionen; es gibt mehrere sexuelle Orientierungen.
Eine weitere Besonderheit ist die Menopause bei der Frau. Bei vielen Tierarten sind Männchen und Weibchen in aller Regel bis zu ihrem Tode fruchtbar. Nur bei wenigen Tierarten ist die Fruchtbarkeit des Weibchens zeitlich begrenzt.

### Fortpflanzung

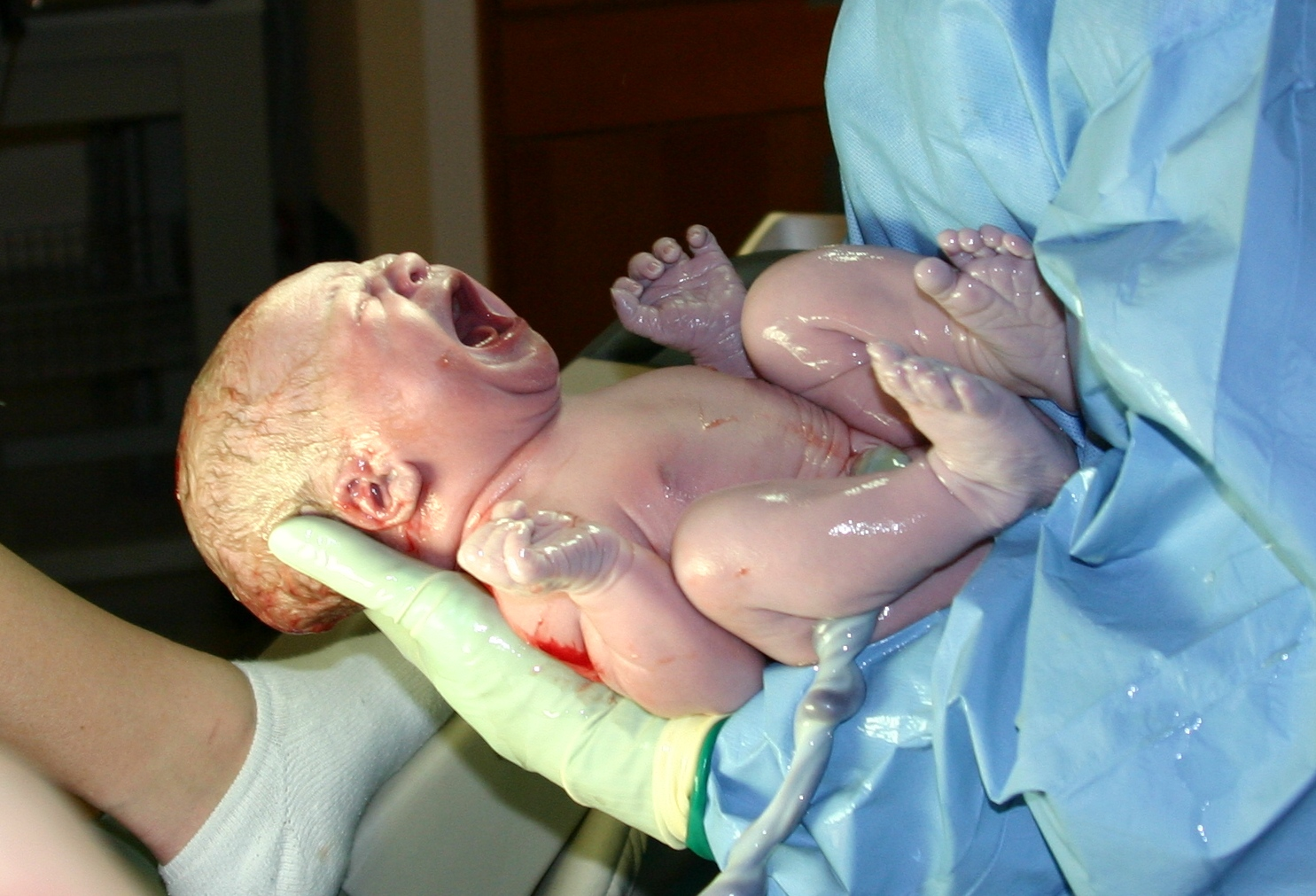
Neugeborener Mensch

Die Fortpflanzung des Menschen hängt vom generativen Verhalten ab.
Die Schwangerschaft, wie die Trächtigkeit beim Menschen genannt wird, beträgt von der Befruchtung bis zur Geburt durchschnittlich 266 Tage.
Wegen des großen Gehirnvolumens des Menschen bei gleichzeitigen durch den aufrechten Gang bestimmten Anforderungen an seinen Beckenboden und die relative Enge des Geburtskanals ist die Geburt besonders problematisch: Eine menschliche Geburt kann weit schmerzhafter sein als bei anderen Tieren, auch im Vergleich mit anderen Primaten, und kann auch leichter zu Komplikationen führen. Um deren Auftreten zu verringern und bereits aufgetretene behandeln zu können, wurden die Methoden der Geburtshilfe entwickelt.
Neugeborene kommen in einem besonders unreifen und hilflosen Zustand auf die Welt. Die Säuglinge verfügen in den ersten Lebensmonaten lediglich über (Neugeborenen-)Reflexe. Sie können sich nicht eigenständig fortbewegen und sind daher weitgehend passive Traglinge.

### Lebenserwartung
Der Mensch ist die langlebigste Art unter allen Primaten.
Neben genetischen Anlagen spielen die Qualität der medizinischen Versorgung, Stress, Ernährung und Bewegung wichtige Rollen bei der menschlichen Lebenserwartung. Frauen haben im Durchschnitt eine um mehrere Jahre höhere Lebenserwartung als Männer. Die Lebenserwartung hat sich in den letzten Jahrzehnten in den meisten Ländern der Erde kontinuierlich verlängert. Unter guten Rahmenbedingungen können Menschen 100 Jahre und älter werden.

## Taxonomie und Genetik

### Taxonomie

Stammbaum der Menschenaffen (Hominidae)

Stammbaum der archaischen Verwandten (Gattung Homo) des Menschen bis zur Gegenwart (Homo sapiens).
Zahlen links: Alter in Millionen Jahren

Bis in die späten 1980er-Jahre wurden die Orang-Utans, Gorillas und Schimpansen in der Familie der Menschenaffen (Pongidae) zusammengefasst und der Familie der Echten Menschen (Hominidae) gegenübergestellt. Genetische Vergleiche zeigten, dass Schimpansen und Gorillas näher mit dem Menschen verwandt sind als mit den Orang-Utans; seitdem werden Menschen, Schimpansen und Gorillas nebst all ihren fossilen Vorfahren zur Unterfamilie Homininae und diese neben das Taxon Ponginae der Orang-Utans gestellt.
Von den anderen heute noch lebenden Menschenaffen kann Homo sapiens anhand seines Genotyps unterschieden werden, ferner anhand seines Phänotyps, seiner Ontogenie und seines Verhaltens. Hinzu kommen erhebliche Unterschiede in Bezug auf die Dauer bestimmter Lebensabschnitte: die Entwicklung des Säuglings vollzieht sich bei Homo sapiens langsamer als bei den anderen Menschenaffen – mit der Folge, dass der Mensch eine deutlich verlängerte Kindheit sowie Adoleszenz besitzt. Dies wiederum hat zur Folge, dass der Mensch erst relativ spät geschlechtsreif wird und der Aufwand der Eltern zugunsten ihrer Kinder sehr hoch ist; zudem ist der Abstand zwischen den Geburten geringer und die Lebenserwartung höher.
Vom 18. Jahrhundert bis zum späten 20. Jahrhundert wurde die Art Homo sapiens in verschiedene Rassen oder Varietäten unterteilt (siehe Rassentheorie). Dies erwies sich jedoch ab den 1970er-Jahren aufgrund populationsgenetischer Untersuchungen als fragwürdig und gilt heute als nicht mehr haltbar. Ende der 1920er-Jahre unternahm der russische Biologe und Tierzüchter Ilja Iwanowitsch Iwanow ergebnislose Kreuzungsversuche zwischen Schimpansen und Menschen.

### Genetik
Die Erbinformation des Menschen ist im Zellkern in der DNA auf 46 Chromosomen, davon zwei Geschlechtschromosomen, gespeichert sowie in der DNA der Mitochondrien. Das menschliche Genom wurde in den Jahren 1998 bis 2005 vollständig sequenziert. Insgesamt enthält das Genom diesem Befund zufolge rund 20.000 bis 25.000 Gene und 3,2 Milliarden Basenpaare.
Das menschliche Genom enthält (wie das jedes anderen Eukaryoten) sowohl codierende als auch nicht-codierende DNA-Sequenzen, die oftmals denjenigen verwandter Lebewesen homolog sind („gleiches“ Gen) und häufig mit den DNA-Sequenzen sehr nahe verwandter Arten – wie der anderer Menschenaffen – sogar völlig übereinstimmen. Aus der Ähnlichkeit der DNA-Sequenzen unterschiedlicher Arten lässt sich zudem deren Verwandtschaftsgrad berechnen: Auf diese Weise bestätigten genetische Analysen, dass die Schimpansenarten (Bonobos, Gemeine Schimpansen), Gorillas und Orang-Utans (in dieser Reihenfolge) die nächsten rezenten Verwandten des Menschen sind.
Weitere genetische Analysen ergaben, dass die genetische Vielfalt beim Menschen, im Vergleich mit den anderen Menschenaffen, gering ist. Dieser Befund wird erklärt durch eine zeitweise sehr geringe (am Rande des Aussterbens befindliche) Population (vergleiche: Mitochondriale Eva, Adam des Y-Chromosoms).
Inzwischen wiesen mehrere Studien darauf hin, dass archaische Verwandte des Menschen in geringer Menge (1–2 %) Spuren im Genom von unterschiedlichen Populationen des Menschen der Gegenwart hinterlassen haben. Zunächst wurde das für den Neandertaler in Europa und Westasien nachgewiesen, etwas später für den Denisova-Menschen in Südostasien und zuletzt wurde solcher Genfluss archaischer Menschen zu Homo sapiens auch für Afrika postuliert.

### Das Fehlen der Diagnose

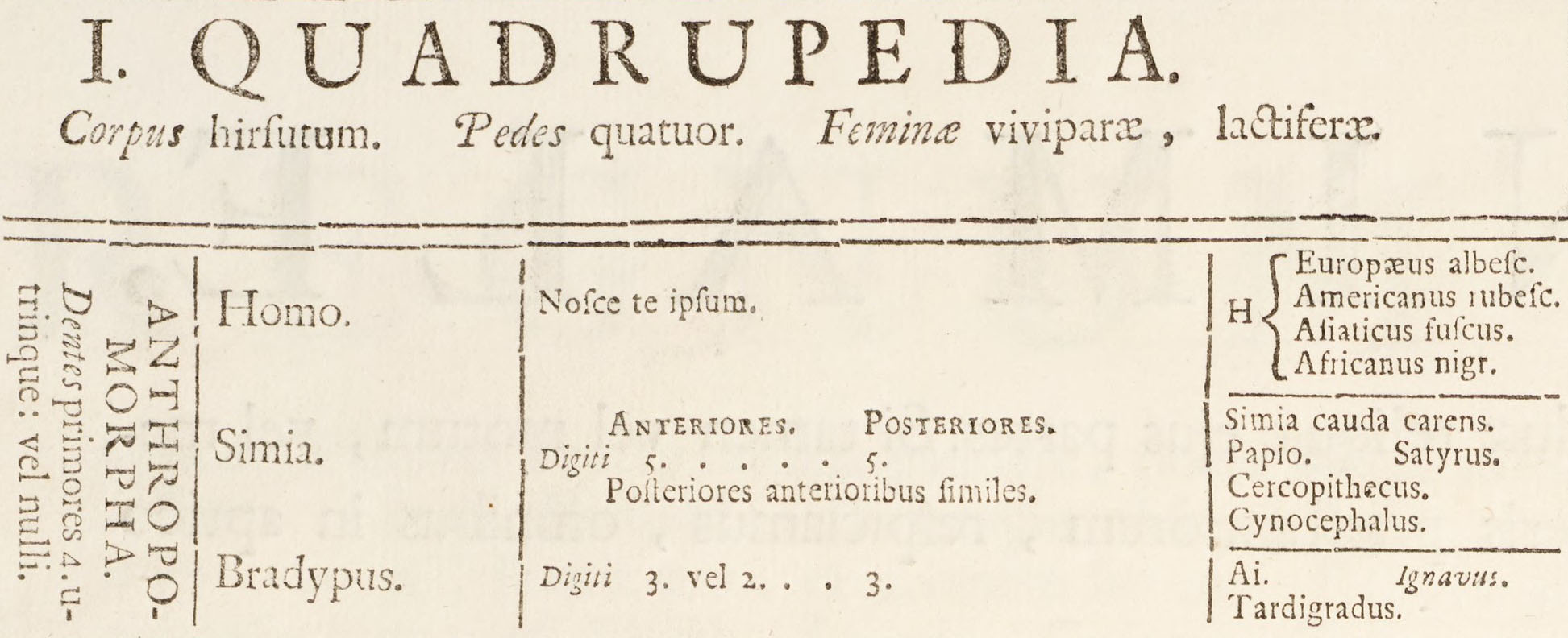
Beschreibung des Menschen in der ersten Auflage von Linnés Systema Naturæ

Als Carl von Linné 1735 den Menschen in seiner Schrift Systema Naturæ dem Tierreich und in diesem der Gattung Homo zuordnete, verzichtete Linné – im Unterschied zu seiner üblichen Vorgehensweise – auf eine Diagnose, das heißt auf eine an körperlichen Merkmalen ausgerichtete, genaue Beschreibung der Gattung. Stattdessen notierte er: Nosce te ipsum („Erkenne dich selbst“) und ging demnach davon aus, dass jeder Mensch genau wisse, was ein Mensch sei. Die Gattung Homo unterteilte er in vier Varianten: Europæus, Americanus, Asiaticus sowie Africanus und gab ihnen jeweils noch Farbmerkmale bei – albescens, rubescens, fuscus und nigrans, gleichbedeutend mit hell, rötlich, braun und schwarz. 1758, in der 10. Auflage von Systema Naturæ, bezeichnete Linné den Menschen zwar erstmals auch als Homo sapiens und führte zudem diverse angebliche charakterliche und körperliche Merkmale der Varianten an, verzichtete aber weiterhin auf eine Benennung der diagnostischen Merkmale der Art.
1775 bezeichnete Johann Friedrich Blumenbach in seiner Dissertation De generis humani varietate nativa („Über die natürlichen Verschiedenheiten im Menschengeschlechte“) die von Linné eingeführten Varianten als die vier „Varietäten“ des Menschen und beschrieb einige ihrer gemeinsamen Merkmale. Diese Gemeinsamkeiten führte er – mehr als 80 Jahre vor Darwins Die Entstehung der Arten – darauf zurück, dass sie einer gemeinsamen „Gattung“ entsprungen seien. Jedoch erwiesen sich auch diese Merkmale nicht als geeignet, mit ihrer Hilfe zu entscheiden, ob Fossilien der Art Homo sapiens zuzuordnen oder nicht zuzuordnen sind.
Einen Schritt weiter ging der Botaniker William Thomas Stearn und erklärte 1959 Carl von Linné selbst (Linnaeus himself) zum Lectotypus der Art Homo sapiens. Diese Festlegung ist nach den heute gültigen Regeln korrekt. Carl von Linnés sterbliche Überreste (sein im Dom zu Uppsala bestattetes Skelett) sind daher der nomenklatorische Typus des Homo sapiens.
Dennoch fehlt auch weiterhin eine allgemein anerkannte Diagnose der Art Homo sapiens: „Unsere Art Homo sapiens war niemals Gegenstand einer formalen morphologischen Definition, die uns helfen würde, unsere Artgenossen in irgendeiner brauchbaren Weise in den dokumentierten fossilen Funden zu erkennen.“ Mangels klarer morphologischer Kriterien erfolgt die Zuordnung von Fossilien zu Homo sapiens häufig primär aufgrund ihres datierten Alters, eines bloßen paläontologischen Hilfskriteriums.

## Geschichte
Mit der Entwicklungsgeschichte der Menschheit von ihren Anfängen bis zum Jetzt-Menschen beschäftigen sich insbesondere die Paläoanthropologie, die Archäologie und die Genetik.

### Stammesgeschichte
Die Entwicklung des Menschen führte vermutlich über Arten, die den nachfolgend aufgeführten Arten zumindest ähnlich gewesen sein dürften, zu Homo sapiens: Ardipithecus ramidus, Australopithecus afarensis, Homo rudolfensis / Homo habilis und Homo ergaster / Homo erectus.
315.000 Jahre alte Schädelknochen aus Marokko (Djebel Irhoud) gelten derzeit als älteste, unbestritten dem Homo sapiens zugeordnete Fossilien. Lange Zeit lebte die Art Homo sapiens in Afrika parallel zum primär europäisch und vorderasiatisch angesiedelten Neandertaler, der besonders an das Leben in gemäßigten bis arktischen Zonen angepasst war.

### Geschichte der Ausbreitung und kulturellen Entwicklung

Ausbreitung des Homo sapiens (rot) über die Erde und vorausgehende Besiedelung durch Homo erectus (gelb) und Neandertaler (ocker); die Zahlen stehen für Jahre vor heute.

Zahlreiche Funde unterstützen die sogenannte Out-of-Africa-Theorie, der zufolge die Ausbreitung des Menschen während der letzten Kaltzeit vom afrikanischen Kontinent aus erfolgte. Die Ausbreitungsgeschwindigkeit betrug im Schnitt 400 Meter je Jahr. Die alternative, früher verbreitetere Hypothese vom multiregionalen Ursprung des Menschen der Gegenwart nimmt an, dass sich der Homo sapiens in mehreren Regionen unabhängig voneinander aus dem Homo erectus entwickelt hat. Nach den molekulargenetischen Untersuchungen der jüngeren Zeit kommt dieser These allerdings nur geringe Wahrscheinlichkeit zu.
Die wildbeuterische Lebensweise der frühen Vorfahren des Menschen war zuvor über Jahrhunderttausende hinweg nahezu konstant. Erst vor rund 70.000 Jahren begann der Mensch erfolgreich, sich weltweit auszubreiten und immer stärker zu vermehren. Auslöser hierfür waren vermutlich zufällige Mutation(en), die die Art und Weise der neuronalen Vernetzung im Gehirn radikal veränderte. Dieser biologische Evolutionsschritt sorgte für eine Überlegenheit des Menschen gegenüber anderen Homo-Arten und vielen anderen biologischen Arten, vor allem durch viele technische Innovationen sowie die Entwicklung bspw. komplexer Sprache und damit Kooperation großer Gruppen.
Ein weiterer wichtiger Schritt geschah nach der letzten Eiszeit vor etwa 12.000 Jahren. In klimatisch günstigen Regionen mit einem entsprechend vielfältigen Nahrungsangebot konnten Menschen längere Zeit sesshaft werden und noch komplexere soziale Systeme herausbilden, die zu den ersten städtischen Zivilisationen führten. Dies schuf Zeit für Experimente mit der Domestizierung von Haus- und Nutztieren sowie dem Anbau von Pflanzen. Die aufwändige und unsichere landwirtschaftliche Produktion blieb jedoch noch Jahrtausende nur eine zusätzliche Nahrungsquelle neben der Jagd- und Sammelwirtschaft, so dass der bekannte Begriff „Neolithische Revolution“ irreführend sein kann. Eine ähnliche Entwicklung mit jeweils anderen nutzbaren Pflanzen und Tieren geschah zwischen 11.000 v. Chr. und 2.000 v. Chr. mehrmals unabhängig voneinander an mindestens sieben Orten der Erde. Vor allem seit der Intensivierung von Ackerbau und Viehhaltung im Zuge der europäischen Expansion während der Kolonialzeit greift der Mensch auch großräumig gestaltend und in globalem Maßstab in seine Umgebung ein. Nur wenige indigene „Naturvölker“ – insbesondere isolierte Gruppen – zeugen noch heute von vorher üblichen Arten der Existenzsicherung.
Die kulturelle Entwicklung des Menschen wurde dadurch nochmals stark beschleunigt, es kam auf Grundlage der Marktwirtschaft unter anderem zur Globalisierung unter der Vorherrschaft europäischstämmiger Bevölkerungsgruppen seit etwa 500 Jahren, und daraufhin zu immer schneller aufeinanderfolgenden globalen Umbrüchen, bspw. zur industriellen Revolution seit Beginn des 19. Jahrhunderts und seit dem letzten Viertel des 20. Jahrhunderts zur digitalen Revolution.

## Der Mensch als soziales und kulturfähiges Lebewesen
Mit der Erforschung des Menschen als kulturell und gesellschaftlich geprägtem Lebewesen befassen sich unter anderem die Anthropologie mit ihren diversen Teildisziplinen (unter anderem Sozialanthropologie, Kulturanthropologie, Philosophische Anthropologie, medizinische Anthropologie, Theologische Anthropologie, Paläoanthropologie), die Sozialwissenschaften, die Philosophie und die Psychologie, die Ethnologie, aber auch Teile der Verhaltensbiologie.

### Der Mensch als soziales Lebewesen
Mit der aristotelischen Charakterisierung des Menschen als Zoon politikon, als ein Lebewesen also, das von seiner Natur her auf ein soziales und politisches Miteinander bezogen und angewiesen ist, liegt eine bis heute gültige Haupteinordnung vor. So ist das neugeborene Menschenkind in besonderer Intensität und Dauer auf die umfassende Fürsorge seiner Sozialpartner angewiesen, um leben und sich entwickeln zu können. Nur in menschlicher Gemeinschaft kann es die Lernanreize erhalten und verarbeiten, die es zur Teilnahme am gesellschaftlichen Leben befähigen. Mit dem Spracherwerb verbindet sich das Hineinwachsen in eine bestimmte Ausprägung menschlicher Kultur, die aus den Traditionen des jeweiligen Sozialverbands hervorgegangen ist. Indem das Bewusstsein so gearteter gesellschaftsspezifischer Traditionen in der Generationenfolge mündlich und schriftlich weitergegeben werden kann, entstehen Geschichte und Geschichtsbewusstsein. In Anpassung an bzw. in Auseinandersetzung mit seiner natürlichen und sozialen Umwelt formt sich das Individuum und gelangt zu seiner Stellung in der menschlichen Gesellschaft.

### Sozialität als Folge biologischer Evolutionsmerkmale
In dem der Menschwerdung zugrunde liegenden Evolutionsprozess sind einige die körperliche Entwicklung betreffende Merkmale von besonderer Bedeutung: Mit dem aufrechten Gang werden die vorderen Extremitäten zur Fortbewegung nicht mehr gebraucht und können so vielfältigen Zwecken dienen. Die menschliche Hand vermag nicht nur kräftig zuzupacken, sondern eignet sich auch für diverse Formen feinfühliger Präzisionsarbeit. Das so begründete differenzierte Zusammenwirken von Auge und Hand führt beim Menschen zum Vorrang des Gesichts- und Tastsinns gegenüber dem Geruchssinn. Der zum Greifen nicht mehr benötigte Kieferapparat springt noch weniger schnauzenartig vor als bei den anderen Primaten und ermöglicht mit den anderen an der Stimmerzeugung beteiligten Organen eine differenzierte Lautbildung.
Im Vergleich mit den Tragzeiten höherer Säugerarten findet die Menschengeburt auffällig früh statt. Zu erwarten wären 21-monatige Schwangerschaften, weshalb Adolf Portmann das erste menschliche Lebensjahr als „extra-uterines Jahr des Embryo“ bezeichnet hat, in dem die Nachreifung und die Anlage wichtiger Lebensfunktionen erst noch stattfinden. Denn bei der Geburt sind die Nervenzellen im Gehirn zwar weitestgehend angelegt, aber in manchen Hirnarealen noch unverbunden. Die von den Sinnesorganen aufgenommenen Signale konfigurieren nun erst große Teile der Großhirnrinde. Nur in diesem frühen Stadium kann beispielsweise das Sehen erlernt werden, wie Erfahrungen mit Blindgeborenen gezeigt haben. Im Vergleich zu hinsichtlich ihrer Organfunktionen und Antriebe weitgehend lebensfähig geborenen Tieren ist der Mensch das unfertige, instinktreduzierte, auf Lernen und auf mitmenschliche Zuwendung angewiesene, von Natur aus „nicht festgestellte“ (Friedrich Nietzsche) und deshalb weltoffene Lebewesen.
Das bei vielen Tieren ausgeprägte Reiz-Reaktionsschema gilt für den Menschen nicht in gleicher Weise. Zwischen Signal und Reaktion, zwischen Bedürfnis und Befriedigung besteht für Menschen die Möglichkeit, Abstand herzustellen, den Reiz-Reaktions-Automatismus zu durchbrechen und variabel zu reagieren und zu handeln. Der Mensch lebt nicht in „geschlossenen Funktionskreisen, sondern in offenen Handlungskreisen.“ Die Kognitionsfähigkeit ermöglicht es ihm, die Bedingtheit seiner Erkenntnisse als Konsequenz des mit bestimmter Ausstattung versehenen eigenen Sinnesapparats sowie der zerebralen Verarbeitungsweisen einzuschätzen.
Die Erwägung von Handlungsoptionen und die Prüfung von Alternativen bestimmen das menschliche Verhaltensrepertoire aber nicht allein. Ein Großteil der Alltagsverrichtungen ist so gewohnt und eingeübt, dass sich ein Nachdenken darüber in der Regel erübrigt. Die mit den Routinen verbundene Entlastung ist gewissermaßen die sichere Verhaltensgrundlage, die der Reflexion von Handlungsoptionen und -alternativen erst Raum verschafft.
Für orientierende Anreize zur eigenen Verhaltensentwicklung ist das Neugeborene aber für lange Zeit auf die Zuwendung seiner Bezugspersonen und auf Interaktion mit ihnen angewiesen. Vor allem durch Nachahmung entsteht dabei Gemeinsamkeit und wird das Menschenkind Teil der Gemeinschaft; in Trotz und Abgrenzung erfährt es sich als eigenständig.

### Sprache als Bewusstseinsbildner
Als conditio humana schlechthin, durch die sich der Mensch von allen anderen Lebewesen unterscheidet, gilt von alters her die Sprache. Ihre Anfänge liegen wohl 100.000 bis 200.000 Jahre zurück. Eine ausgebildete Sprachfähigkeit wird etwa vor 35.000 Jahren angenommen, zur Zeit der Höhlenmalereien von Lascaux. Die angeborene Sprachfähigkeit muss wie das Sehen frühzeitig erlernt werden; im fortgeschrittenen Alter ist das originäre Sprachlernen nicht mehr möglich. Jede der etwa 6.000 Sprachen besteht aus einem Vorrat aus Laut-Zeichen und aus Regeln zur Kombination dieser Zeichen. Dabei handelt es sich nicht um eine starre Struktur, sondern um eine im Gebrauch veränderliche.
Die jeder anderen Form der sprachlichen Äußerung vorausgehende gesprochene Sprache aktiviert zugleich das Hören, das eigene und das des Gegenübers. „Die in der Struktur des menschlichen Körpers begründete Bindung der Sprache an die Stimme und das Ohr ermöglicht es der Sprache, «einen unendlichen Gebrauch» von «endlichen Mitteln» zu machen.“ Sie ist das primäre Mittel der Kontaktaufnahme und des Informations- und Meinungsaustauschs unter Menschen von Kindesbeinen an. Doch auch alle auf differenzierte Kooperation sich gründenden großen gesellschaftlichen Funktionsbereiche wie Wirtschaft, Verwaltung, Politik und Wissenschaft sind auf die sprachliche Verständigung der Beteiligten elementar angewiesen.
Dem einzelnen Menschen kann die sprachliche Verarbeitung von Sinneseindrücken dabei helfen, Erlebtes auch jenseits der aktuellen Wahrnehmung festzuhalten wie auch eigene Phantasien aufzubewahren: „Ohne Erzählung – eine sprachliche Form, die Einheiten fixiert und Zusammenhänge schafft – zerfällt das Erinnerbare in isolierte Fetzen eines Gedächtnisses, dessen Zuverlässigkeit schnell dahinschwindet. […] Und wenn das geistig Geschaute nicht wieder versinken soll, braucht es die ‚Bergung‘ in die sprachlichen Formen des Begriffs, der Metapher, des Satzes, des Gefüges von Sätzen.“ Dazu dienen neben mündlicher Aufbereitung und Weitergabe auch die verschiedenen schriftsprachlichen Äußerungsformen, seien es z. B. biographische Aufzeichnungen, Gebrauchsanweisungen, wissenschaftliche oder poetische Texte.
Für das Hineinwachsen des Individuums in eine mit seinem sozialen Umfeld verbundene Kultur, seine Enkulturation, sind auch bestimmte allgemein verbreitete und festgeprägte Texte maßgeblich, die teils auch aufgesagt oder gesungen werden, wie etwa Sprichwörter, Lieder, Gedichte, Glaubensformeln und Gebete. Sprache ist demnach verknüpft mit der jeweiligen Lebenswelt, in der sie gesprochen wird.

### Kultur- und Geschichtsfähigkeit
Neben Sprache und Hören zählen die aus der Sehfähigkeit hervorgehenden Bilder zu den wichtigsten Einflussfaktoren, die die Weltwahrnehmung von Menschen bestimmen. Dabei stehen die über die Augen aufgenommenen „äußeren“ Bilder in einem Verhältnis wechselseitiger Einwirkung mit den vom Gehirn erzeugten „inneren“ Bildern. Allerdings verfügen Menschen selbst über die mit den Augen wahrgenommenen Bilder (und die daraus erzeugten inneren Bilder) nur eingeschränkt. „Wo der Blick verweilt, was er ausgrenzt, was Menschen in ihr Gedächtnis aufnehmen, sodass sie es erinnern können, ist nur zum Teil von ihrem Bewusstsein abhängig. […] Menschen sind ihren inneren Bildern ausgeliefert, auch wenn sie immer wieder versuchen, Kontrolle über sie zu gewinnen. Diese Bilder fluktuieren und verändern sich im Laufe des menschlichen Lebens. Einst wichtige Bilder verlieren an Bedeutung und werden durch neue ersetzt. Doch allen Bildern ist gemeinsam, dass Menschen sich in ihnen erfahren und sich mit ihrer Hilfe ihrer selbst vergewissern.“
Gerade der im Zeitalter des Fernsehens und der diversen Bildspeichermedien kolossal angewachsene menschengemachte Teil der Bilderwelt, in der wir leben, ist durch diese besonderen kulturellen Zusammenhänge stark geprägt. In ihnen formt sich unser Weltbild und die Sicht, die wir Menschen zu Grundfragen unseres Daseins entwickeln, etwa zur Liebe oder zum Tod. So ist die Deutung der eng mit dem Geschlechtstrieb verbundenen Liebe abhängig von den Mythen und rhetorischen Formen einer Gesellschaft; und sie wird in unterschiedlicher Weise sozial kontrolliert. „Das Wesen der Liebe tritt dadurch in Erscheinung, dass man von ihr erzählt. Wie von ihr gesprochen wird, bestimmt die Art und Weise, wie sie erlebt wird. Wie die Liebe ist das Sprechen über die Liebe unendlich […]; es sucht unaufhörlich nach ihrem Geheimnis, ohne es erfassen oder von ihm ablassen zu können, und verführt durch seine Versprechungen, ohne Erfüllung sichern zu können; es verweist auf eine Leere, der es sich zugleich verdankt.“
Kulturspezifisch sind auch die unterschiedlichen Formen der Wahrnehmung und des Umgangs mit dem Tod, der den Lebenden einerseits als schmerzliche Verlusterfahrung begegnet, andererseits als jene beunruhigende Leerstelle, die sich aller Lebenserfahrung entzieht. Mit den verschiedensten Riten, Mythen und Bildgestaltungen suchen die Menschen von jeher das Phänomen des Todes zu bewältigen und zu ertragen. Und doch: „So viele Bilder und Metaphern die Einbildungskraft auch entwirft, um mit dieser Leerstelle umzugehen, es gelingt ihr nur unzulänglich.“
Geburt und Tod begrenzen die lebensweltliche Zeitspanne des Individuums. Menschliches Zeiterleben gründet sich zunächst auf die Erfahrung, dass etwas eine Weile dauert, das eine (zu) kurz, das andere (zu) lang – bis hin zur Langeweile. Es nimmt Gestalt an beispielsweise in den verschiedenen Lebensaltern von der Kindheit bis zum Greisenalter und bekommt individuellen Zuschnitt durch besondere Ereignisse und Erlebnisse wie etwa Schulbeginn, erste Verliebtheit, Berufseinstieg oder Partnerverlust. „Da keiner allein lebt, ist jeder in Geschichten verwickelt: die Geschichten des Volkes in Krieg und Frieden, in Wohlstand und Armut, die Geschichten der Familie, die Geschichten von Verwandten, Freunden und Feinden. Manche von diesen Geschichten kommen von weit her, verästeln sich endlos. Wir tragen ihre Gewichte im Guten wie im Bösen mit uns herum, werden von ihnen in bestimmte Richtungen gelenkt und lenken sie selbst so oder so weiter, bis ‚unsere‘ Zeit vorbei ist und die Zeit anderer Generationen kommt.“
Alles menschliche Handeln in der Gegenwart findet zwischen einer feststehenden Vergangenheit und einer teilweise gestaltbaren Zukunft statt. Das im mitmenschlichen Umgang und durch entsprechende Anregungen erworbene Einfühlungs- und Vorstellungsvermögen eröffnet Möglichkeiten, sich in Vergangenes näherungsweise hineinzuversetzen und plausible Erwartungen an die Zukunft zu entwickeln. Die menschliche Fähigkeit, zu nützlichen Einsichten für die Alltagsbewältigung wie für die Zukunftsgestaltung zu gelangen ist allerdings durch mancherlei hinderliche Einflüsse gefährdet: durch Vergessen und Ausblenden, einseitige Betrachtungsweisen und voreilige Verallgemeinerungen, durch Versinken im Detail oder ungeordnete Informationsüberflutung, durch interessengeleitete Verschleierung oder die fatale Unterschätzung des Nichtwissens im Verhältnis zum Wissen: „So gesehen ist die Wahrheit nur im dauernden Kampf gegen die je neu wachsende Macht des Scheins zu erringen; ist das, was wir von ihr erfassen, immer nur Stückwerk, das außerdem gewissermaßen von selbst zerfällt, wenn man es nicht permanent frisch hält. Diese skeptische Erkenntnis ist jedoch, wie Sokrates erfasste, nicht das Ende, sondern der Anfang aller wahren Erkenntniskultur, im Leben wie in der Wissenschaft.“

## Menschheitsfragen
In mancher Hinsicht bleibt sich der Mensch auch bei intensiver Selbstprüfung und vielseitiger wissenschaftlicher Erforschung bislang ein Rätsel. Zu den ungelösten bzw. stark umstrittenen Fragen gehören das Phänomen und die Bedingungen des menschlichen Geistes – speziell das Verhältnis von Körper und Geist –, das Problem der Willensfreiheit, die künftige Rolle von Gentechnik und künstlicher Intelligenz in der Menschheitsentwicklung, der Umgang mit anthropogenen Veränderungen der natürlichen Umwelt sowie die Frage nach dem Sinn des menschlichen Lebens.

### Körper und Geist – untrennbar verbunden?
Ob der menschliche Geist auch unabhängig vom individuellen Körper besteht oder bestehen kann, ist die ursprüngliche Grundfrage des Leib-Seele-Problems, an der sich seit Platon und Aristoteles die Geister scheiden. Nicht nur in der Philosophie, sondern auch z. B. in der psychosomatischen Medizin und in der Religion spielt diese Frage eine wichtige Rolle. Während Platon im Einklang mit seiner Ideenlehre das Geistige vom Leiblichen zuletzt dualistisch scheidet (die neuzeitlich-klassische Variante dazu ist Descartes’ Formel: Cogito ergo sum), vertritt Aristoteles die Einheit von Körper und Seele des Menschen, die unabhängig voneinander nicht existieren könnten.
Wie Aristoteles leiten auch die beiden Vordenker der philosophischen Anthropologie, Max Scheler und Helmuth Plessner, die besondere Qualität mentaler Prozesse beim Menschen vom Vergleich mit Pflanzen und Tieren ab. Im Gegensatz zu den Pflanzen seien Tiere und Menschen nicht ortsgebunden, sondern können sich im Raum bewegen. Nur der Mensch aber könne auch zum eigenen Körper mental eine distanzierte, reflektierende Position einnehmen: Denn er habe erstens einen Körper, sei zweitens ein Körper mit Seele und Innenleben und könne das drittens von einem außerhalb seiner selbst liegenden „nicht realen“ Blickpunkt aus wahrnehmen. Diese Position wird allerdings von anderen Philosophen wie z. B. Charles Taylor abgelehnt, die darin lediglich eine Selbstbeschreibung des besonderen Menschenbilds der westlichen Zivilisation seit dem Ende des 19. Jahrhunderts sehen.
Wissenschaftler und Philosophen sind sich heute weitgehend einig, dass Geist nicht unabhängig vom Physischen existieren kann, sondern dass er im Laufe der Evolution bei zunehmender Komplexität der biochemischen Strukturen als Eigenschaft hervortrat. Der derzeit herrschende physikalistische Standpunkt geht dabei von einer „besonderen Eigenschaft“ neuronaler Netze aus, die irgendwann als gänzlich neues (emergentes), aber körperabhängiges (supervenientes) Phänomen entstand, während panpsychistische Kritiker eine physische und eine psychische Seite für fundamentale, gegenseitig abhängige Eigenschaften jegliche Materie halten, die gemeinsam komplexer wurden. Die beiden größten Probleme bei der Erforschung des Geistes werden Mentale Verursachung und Qualia-Problem genannt: Nach der Naturwissenschaft darf ein physikalisch nicht mess- und berechenbares Phänomen, welches nur vom „Träger“ selbst erlebt werden kann und sich „irgendwie anfühlt“ (Qualia), keine physikalischen Wirkungen erzeugen können, um die logische Geschlossenheit der Naturwissenschaft nicht zu gefährden. Demnach ist unsere Alltagserfahrung „vom Denken zum Handeln“ – die so genannte Mentale Verursachung – vollkommen ungeklärt und führt damit zwangsläufig zur Frage nach unserer Willensfreiheit.

### Willensfreiheit oder Determiniertheit?
Aufgrund seiner „Exzentrizität“ folgt der Mensch – anders als Tiere im Allgemeinen sonst – nicht allein dem instinktiven Lebensdrang, sondern kann sich dazu variabel verhalten, kann selbst gesetzten Zielen zustreben und hat Steuerungsmöglichkeiten in seinem Leben. Zwar gibt es ein weites Feld alltäglicher Verrichtungen, die in den gewohnten Bahnen gleichsam automatisch ablaufen und wenig Aufmerksamkeit erfordern. Daneben sind aber situations- und gelegenheitsbedingte Entscheidungen zu treffen, die auf kurze, mittlere oder lange Sicht bestimmte Weichenstellungen bedeuten. In solchen Entscheidungen und den daraus folgenden Handlungen (oder auch in entsprechenden Unterlassungen) ist das Potential menschlicher Willensfreiheit als Komponente enthalten. Dieses Potential kann sich äußern in Augenblickshandlungen ohne weiterreichende Bedeutung, in einer vorsätzlichen, häufiger wiederkehrenden Verhaltensweise oder auch in einem dauerhaften Gestaltungsprogramm für diesen oder jenen Lebensbereich.
Einige Deterministen (unter ihnen Physiker, Psychologen und Hirnforscher) bestreiten die Existenz eines freien Willens. Sie gehen davon aus, dass individuelles Handeln stets das Ergebnis einer mehr oder minder ausgedehnten Kette von Wirkungsursachen ist, die menschliches Bewusstsein in diese oder jene Richtung steuern. Der individuelle Entscheidungsprozess sei nur scheinhaft; der Ausgang stehe im Vorhinein fest; von einem freien Willen könne keine Rede sein. Andere kritisieren diese Auffassung, da sie auf der Vorstellung eines unbedingten freien Willens basiere, die begrifflich nicht stimmig sei. Sie setzen einen Wirkungsursachen einbeziehenden bedingten freien Willen entgegen.
In der gesellschaftlichen Praxis spricht vieles dafür, am Konzept der freien Willensentscheidungen mit Bedacht festzuhalten. Nur damit lässt sich beispielsweise in der Rechtsprechung die Frage individueller Schuld und Unschuld überhaupt sinnvoll stellen. Ohne ein solches Freiheitskonzept entfiele aber auch die Erwartung, „dass es eine echte Zukunft gibt, die nicht nur die Verlängerung des Gewesenen ist.“

### Vom Geschöpf zum Selbsterzeugnis?
Welche Zukunft die Menschheit vor sich hat, ist neuerdings auch eine Frage des Umgangs mit den Entwicklungen in der Biotechnologie und Bioethik. War die genetische Ausstattung des einzelnen Menschen im bisherigen Verlauf der Menschheitsgeschichte eine unveränderliche, natürliche Vorgabe, die seinen Lebenslauf und sein Schicksal mitbestimmte, so werden gegenwärtig auf dem Wege der Genomanalyse, des Klonens und der Erprobung von Eingriffen in die Keimbahn biotechnologisch neue Horizonte eröffnet. Sie werden je nach Anwendungsbereich und persönlichem Standort als Verheißung begrüßt oder als Bedrohung gefürchtet. So stehen der Aussicht auf Vorbeugung und Heilung von Krankheiten andere Perspektiven gegenüber, die Möglichkeiten „eugenischer Selektion und Züchtung sowie die Reduktion des Menschen auf einen Träger genetischer Informationen und auf ein Objekt ökonomischer Interessen“ aufzeigen.
Nicht zuletzt auf das menschliche Gehirn als Hervorbringungsort von Geist und Intellekt sowie als emotionales Steuerungszentrum sind die Optimierungsbemühungen im Überschneidungsbereich von Neurowissenschaften und Biotechnologie gerichtet. Neben den herkömmlichen und neueren psychoaktiven Substanzen, Psychopharmaka und Stimulanzien zur Beeinflussung der Hirntätigkeit spielen auch Neuroimplantate zunehmend eine Rolle in der Diskussion um den Ausgleich von Hirnfehlfunktionen und bei der Planung eines perfektionierten kognitiven Leistungsvermögens. Die einschlägige Debatte befasst sich bereits mit Implantaten zur optimalen Anpassung an moderne Arbeitsprozesse. „Solche Überlegungen zum Neuroenhancement sind schon deshalb nahe liegend, weil ein entsprechendes Vorgehen der künstlichen Optimierung der Leistungsfähigkeit des menschlichen Körpers (etwa im Leistungssport) analog ist. Hier würde es sich mithin nur um eine Erweiterung einer gängigen Praxis handeln.“ Mag man reprogenetischen und computertechnischen Visionen von einem „neuen Menschen“ – eine sehr alte Vorstellung – auch skeptisch begegnen, ist andererseits die Gewöhnung an neurochirurgische Eingriffe und elektronische Implantate wohl zu erwarten, denn: „Dass wir mit dem Bestehenden, auch mit uns unzufrieden sind, ist eine anthropologische Konstante.“
Während einerseits Forschungen begonnen haben, die aus Menschen als kulturell geprägten Naturgeschöpfen mehr oder weniger biologisch programmierte Kreaturen machen könnten, gibt es im Zuge der Digitalen Revolution vielfältige Ansätze zur Entwicklung außermenschlicher bzw. künstlicher Intelligenz. Dabei handelt es sich – über das Vermögen etwa von Schachcomputern zur Verarbeitung großer Datenmengen und zum logischen Kalkül hinaus – um die Automatisierung intelligenten Verhaltens in diversen Anwendungsbereichen sowie um die diesbezügliche Entwicklung und Optimierung von Robotern. Über Fortgang und Ausgang solcher Vorhaben kann einstweilen nur spekuliert werden: „Die biotechnologische Forschung lebt von den überlieferten Träumen der Menschheit und arbeitet an ihrer Realisierung. In einer entwicklungsoffenen Zukunft könnte an der Schnittstelle von natürlicher Künstlichkeit technologisch optimierter menschlicher Organismen und künstlicher Natürlichkeit organisch-technologischer Systeme aus der Analogie von Mensch und Maschine eine Gleichung werden.“

### Von der Umweltgestaltung zur Umweltzerstörung?
Spätestens seit der Neolithischen Revolution hat der Mensch begonnen, die vorgefundene natürliche Umwelt durch den Übergang zu Sesshaftigkeit und Landwirtschaft sowie mit der Schaffung städtischer Lebensräume markant zu verändern. Als Folgen der Industriellen Revolution und einer rasant wachsenden Weltbevölkerung werden die menschlichen Eingriffe in die naturgegebene Ordnung immer mehr zu einem ökologischen Problem, das etwa im Zusammenhang mit der globalen Erwärmung die natürlichen Lebensgrundlagen des heutigen Menschen überhaupt in Frage stellt. Diese Herausforderung ist umso ernster, weil Luft und Atmosphäre wie die Weltmeere als Allgemeingut (Allmende) traditionell jedermanns freier Nutzung unterliegen, die Verzichtsleistung Einzelner zu ihrer Schonung aber kaum ins Gewicht fällt: die Tragik der Allmende. Ob der angelaufene Umsteuerungsprozess bei der Nutzung fossiler Energieträger im Sinne des Klimaschutzes das Problem ausreichend lindern wird, könnte auch davon abhängen, welche menschlichen Potentiale in dieser Frage überwiegen: der individuelle Hang zu optimistischer, illusionsbehafteter Selbsteinschätzung und Zukunftserwartung oder ein aufklärerisches Denken, das den „Schatten der Zukunft“ zu einem grundlegenden Maßstab für das Handeln in der Gegenwart macht.
Einem teils bedrohlich wahrgenommenen Wandel ist auch die kulturelle Umwelt vieler Menschen im Zuge der Globalisierung ausgesetzt, die von weltweiter wirtschaftlicher und medialer Vernetzung angetrieben, Veränderungen gesellschaftskultureller Art sowie neue Lebensformen und Lebenswelten hervorbringt. Werden damit einerseits Hoffnungen auf eine Weltgesellschaft mit universeller demokratischer Kultur gespeist, so steht für andere die Erwartung von Identitätsverlust im Vordergrund und damit verbunden das Beharren auf der Notwendigkeit kultureller Differenz.

### Hat das menschliche Leben einen Sinn?
Die Frage nach dem Sinn aufzuwerfen, ist dem Menschen wiederum nur als einem Wesen möglich, das nicht in den Lebensvollzügen aufgeht, wie es bei anderen Lebewesen der Fall ist, sondern Abstand zum eigenen Tun herstellen und zu sich selbst eine beobachtende Haltung einnehmen kann. Was und wozu der Mensch sei, gehört darum zu den Grundfragen von Religion und Philosophie. Die Reflexion der Sinnfrage kann auf unterschiedlichen Ebenen ansetzen: an einzelnen Lebenssituationen, am Sinn eines bestimmten individuellen Lebens im Ganzen und am Dasein von Menschen überhaupt. Einer allgemeingültigen Beantwortung – etwa als Ergebnis wissenschaftlicher Untersuchungen – entzieht sich eine solche Frage jedoch: „Diese Suche ist Sache jedes Einzelnen, meistens in dem Maß, wie er durch seine Veranlagung und seine Geschichte zu ihr befähigt und auch gedrängt ist. Wegen der großen Verschiedenheit der Lebensschicksale und wegen der wesentlich persönlichen und praktischen Natur der Sinn-Erfassung ist hier eine allgemeine anthropologische Wissenschaft und Reflexion überfordert; sie kann dem Einzelnen sein persönliches Suchen, Irren und Finden nicht abnehmen, indem sie ihm verlässliche theoretische Auskünfte und praktische Anweisungen lieferte.“
Auch für den einzelnen Menschen stellt sich aber die Sinnfrage weder ständig noch in der Weise, dass sie ein für alle Mal zu beantworten ist, sondern hauptsächlich in Entscheidungssituationen, in denen eine sinnträchtige Wahl getroffen sein will. Günstig dafür, dass die Frage nach dem Sinn des Lebens vom Einzelnen positiv beantwortet werden kann, sind Selbstakzeptanz und die Annahme der eigenen Lebenssituation wie auch eine mit dem Tod sich positiv abfindende Haltung. „Wer ein erfülltes Leben hat, ist auch bereit zu gehen, und diejenigen kleben am meisten am Überleben, die am wenigsten gelebt haben. Wer nicht weiß, wofür es sich wirklich zu leben lohnt, verdrängt den Tod; und wer etwas kennt, das es wert ist, dass man notfalls dafür das Leben riskiert, weiß auch, wofür es sich lohnt zu leben.“

## Belege
1. ↑  Daniel Richter et al.: The age of the hominin fossils from Jebel Irhoud, Morocco, and the origins of the Middle Stone Age. In: Nature. Band 546, Nr. 7657, 2017, S. 293–296, doi:10.1038/nature22335.
2. ↑  Zentralinstitut für Sprachwissenschaft, Berlin: Etymologisches Wörterbuch des Deutschen. dtv, München 1995, S. 861, ISBN 3-423-03358-4. Zu den Relikten der Nutzung des Neutrums das Mensch im Bairischen siehe das Lemma „Mensch“ in Niederbayern-Wiki.
3. ↑  Eintrag Homo sapiens im Integrated Taxonomic Information System.
 In gleicher Weise benannt (aber nicht bewertet) in: Rote Liste und Gesamtartenliste der Säugetiere (Mammalia) Deutschlands. (PDF). In: Bundesamt für Naturschutz (Hrsg.): Naturschutz und Biologische Vielfalt. Heft 170 (2), S. 24, Bonn-Bad Godesberg 2020.
4. ↑  Eintrag Homo neanderthalensis King, 1864 in: Bernard Wood (Hrsg.): Wiley-Blackwell Encyclopedia of Human Evolution. 2 Bände. Wiley-Blackwell, Chichester u. a. 2011, S. 329, ISBN 978-1-4051-5510-6.
5. ↑  5300 v. Chr.–19. Jahrhundert nach: Frank Siegmund: Die Körpergröße der Menschen in der Ur- und Frühgeschichte Mitteleuropas und ein Vergleich ihrer anthropologischen Schätzmethoden. Books on Demand, Norderstedt 2010, ISBN 978-3-8391-5314-7, S. 81 Tab. 38.
6. ↑  Gesundheitszustand & -relevantes Verhalten. Auf einen Blick. Auf: destatis.de, eingesehen am 23. November 2015.
7. ↑  Obesity: preventing and managing the global epidemic. WHO Technical Reports Series 894, Geneva 2000, S. 9. Zuletzt abgerufen am 2. April 2022.
8. ↑  Donald Johanson: From Lucy to language. Simon and Schuster, New York 1996, S. 80.
9. 1 2  Suzana Herculano-Houzel: The human brain in numbers: a linearly scaled-up primate brain. In: Frontiers In Human Neuroscience. Band 3, 9. November 2009, ISSN 1662-5161, S. 31, doi:10.3389/neuro.09.031.2009, PMID 19915731, PMC 2776484 (freier Volltext) – (frontiersin.org [abgerufen am 11. Mai 2011]).
10. ↑  Frederico Azevedo, Ludmila Carvalho, Lea Grinberg, José Farfel, Renata Ferretti, Renata Leite, Wilson Filho, Roberto Lent u. a.: Equal numbers of neuronal and nonneuronal cells make the human brain an isometrically scaled-up primate brain. In: Journal of Comparative Neurology. Band 513, Nr. 5, 2009, S. 532–541, doi:10.1002/cne.21974, PMID 19226510.
11. ↑  S. Herculano-Houzel, C. Collins, P. Wong, J. Kaas: Cellular scaling rules for primate brains. In: Proc Natl Acad Sci. Band 104, Nr. 9, Februar 2007, S. 3562–3567, doi:10.1073/pnas.0611396104, PMC 1805542 (freier Volltext).
12. ↑  S. Herculano-Houzel, K. Avelino-de-Souza, K. Neves, J. Porfírio, D. Messeder, L. Mattos Feijó, J. Maldonado, P. Manger: The elephant brain in numbers. In: Frontiers in Neuroanatomy. Band 8, Nr. 46, Juni 2014, doi:10.3389/fnana.2014.00046, PMC 4053853 (freier Volltext).
13. ↑  Heidi Mortensen, Bente Pakkenberg, Maria Dam, Rune Dietz, Christian Sonne, Bjarni Mikkelsen, Nina Eriksen: Quantitative relationships in delphinid neocortex. In: Frontiers in Neuroanatomy. Band 8, Nr. 132, November 2014, doi:10.3389/fnana.2014.00132, PMC 4244864 (freier Volltext).
14. ↑  C. Owen Lovejoy, ein Anatom an der Kent State University, bezeichnete 1988 den Übergang zum aufrechten Gang als die augenfälligste Veränderung der Anatomie, die man in der gesamten Evolutionsbiologie bisher nachgewiesen habe. Quelle: C. Owen Lovejoy: Evolution of Human Walking. In: Scientific American. November 1988, S. 118–125.
15. ↑  Neil Mann: Meat in the human diet: An anthropological perspective. In: Nutrition & Dietetics. Band 64, s4, 2007, S. S102–S107, doi:10.1111/j.1747-0080.2007.00194.x.
16. ↑  Alexander Ströhle, Andreas Hahn: Evolutionäre Ernährungswissenschaft und „steinzeitliche“ Ernährungsempfehlungen – Stein der alimentären Weisheit oder Stein des Anstoßes? (PDF; 171 kB) In: Ernährungs-Umschau Original. 53, Nr. 2, 2006, S. 52–58.
17. ↑  Frank W. Marlowe: Is Human Ovulation Concealed? Evidence From Conception. Beliefs in a Hunter-Gatherer Society. In: Archives of Sexual Behavior. Band 33, Nr. 5, 2004, S. 427–432, doi:10.1023/B:ASEB.0000037423.84026.1f, Volltext.
18. ↑  Joachim W. Dudenhausen, Willibald Pschyrembel, Michael Obladen, Dieter Grab: Praktische Geburtshilfe. Walter de Gruyter, 2011, ISBN 978-3-11-022869-4, S. 19.
19. ↑  Caleb E. Finch: Evolution of the human lifespan and diseases of aging: Roles of infection, inflammation, and nutrition. In: PNAS. Band 107, Suppl. 1, 2009, S. 1718–1724, doi:10.1073/pnas.0909606106.
20. ↑  Matthew M. Skinner, Bernard Wood: The evolution of modern human life history – a paleontological perspective. In: Kristen Hawkes, Richard R. Paine (Hrsg.): The Evolution of Modern Human Life History. School of American Research Press, Santa Fe 2006, ISBN 1-930618-72-7, S. 332.
21. ↑  Wenn die Welt an einem Strang zieht: Das Humangenomprojekt (HGP). Auf dem Webserver des Nationalen Genomforschungsnetzes, zuletzt aufgerufen am 16. August 2022.
 Das Buch des Lebens lesen und verstehen. 20 Jahre nach der Entschlüsselung des humanen Genoms. Auf: mpg.de vom 20. April 2020.
22. ↑  UniProt Suchergebnis (Memento vom 10. Juli 2014 im Internet Archive)
23. ↑  Aylwyn Scally et al.: Insights into hominid evolution from the gorilla genome sequence. In: Nature. Band 483, 2012, S. 170. doi:10.1038/nature10842
24. ↑  Richard E. Green u. a.: A draft sequence of the Neandertal Genome. In: Science. Band 328, 2010, S. 710–722, doi:10.1126/science.1188021
25. ↑  M. A. Yang, A. S. Malaspinas, E. Y. Durand, M. Slatkin: Ancient Structure in Africa Unlikely to Explain Neanderthal and Non-African Genetic Similarity. In: Mol Biol Evol. 10. Mai 2012. PMID 22513287
26. ↑  F. L. Mendez, J. C. Watkins, M. F. Hammer: Global Genetic Variation at OAS1 Provides Evidence of Archaic Admixture in Melanesian Populations. In: Mol Biol Evol. 29(6), Jun 2012, S. 1513–1520. Epub 2012 Jan 16. PMID 22319157
27. ↑  D. Reich, N. Patterson, M. Kircher, F. Delfin, M. R. Nandineni, I. Pugach, A. M. Ko, Y. C. Ko, T. A. Jinam, M. E. Phipps, N. Saitou, A. Wollstein, M. Kayser, S. Pääbo, M. Stoneking: Denisova admixture and the first modern human dispersals into Southeast Asia and Oceania. In: Am J Hum Genet. 89(4), 7. Okt 2011, S. 516–528. doi:10.1016/j.ajhg.2011.09.005. Epub 2011 Sep 22. PMID 21944045
28. ↑  M. F. Hammer, A. E. Woerner, F. L. Mendez, J. C. Watkins, J. D. Wall: Genetic evidence for archaic admixture in Africa. In: PNAS. Band 108, Nr. 37, 2011, S. 15123–15128. Epub 2011 Sep 6. PMID 21896735
29. ↑  L. Abi-Rached, M. J. Jobin, S. Kulkarni, A. McWhinnie, K. Dalva, L. Gragert, F. Babrzadeh, B. Gharizadeh, M. Luo, F. A. Plummer, J. Kimani, M. Carrington, D. Middleton, R. Rajalingam, M. Beksac, S. G. Marsh, M. Maiers, L. A. Guethlein, S. Tavoularis, A. M. Little, R. E. Green, P. J. Norman, P. Parham: The shaping of modern human immune systems by multiregional admixture with archaic humans. In: Science. 334 (6052), 7. Okt 2011, S. 89–94. Epub 2011 Aug 25. PMID 21868630
30. ↑  M. Stoneking, J. Krause: Learning about human population history from ancient and modern genomes. In: Nat Rev Genet. 12(9), 18. Aug 2011, S. 603–614. doi:10.1038/nrg3029. PMID 21850041
31. ↑  Johann Friedrich Blumenbach: Über die natürlichen Verschiedenheiten im Menschengeschlechte. Leipzig 1798, S. 19 ff.
32. ↑  W. T. Stearn: The Background of Linnaeus’s Contributions to the Nomenclature and Methods of Systematic Biology. In: Systematic Zoology. 8 (1), 1959, S. 4. (online).
33. ↑  ICZN Code, Kapitel 16, Art. 74.1 (Teil der Syntypenserie), 74.3 (individuelle Lectotypus-Festlegung), 74.5 (Verwendung der Formulierung „the type“).
34. ↑  David Notton und Chris Stringer: Who is the type of Homo sapiens? Auf der Website der International Commission on Zoological Nomenclature.
 Not my type. When it comes to singling out a specimen for classifying humans as a species, it doesn't pay to be particular. (Memento vom 24. August 2015 im Internet Archive). Feuilletonistischer Artikel, im Original erschienen auf signonsandiego.com vom 15. Oktober 2003.
35. ↑  Jeffrey H. Schwartz, Ian Tattersall: Fossil evidence for the origin of Homo sapiens. In: American Journal of Physical Anthropology. Band 143, Supplement 51 (= Yearbook of Physical Anthropology), 2010, S. 94–121. doi:10.1002/ajpa.21443 Im Original: Our species Homo sapiens has never been subject to a formal morphological definition, of that sort that would help us in any practical way to recognize our conspecifics in the fossil record.
36. ↑  Daniel Richter, Rainer Grün, Renaud Joannes-Boyau u. a.: The age of the hominin fossils from Jebel Irhoud, Morocco, and the origins of the Middle Stone Age. In: Nature. Band 546, Nr. 7657, 2017, S. 293–296, doi:10.1038/nature22335.
 Oldest Homo sapiens fossil claim rewrites our species’ history. Auf: nature.com vom 7. Juni 2017.
37. ↑  Yuval Harari: Eine kurze Geschichte der Menschheit (2011), S. 12 der englischen Ausgabe Sapiens von 2015.
38. ↑  Yuval Harari: Eine kurze Geschichte der Menschheit (2011), S. 89 der englischen Ausgabe Sapiens von 2015.
39. ↑  Axel W. Bauer: Was ist der Mensch? Antwortversuche der medizinischen Anthropologie. In: Fachprosaforschung – Grenzüberschreitungen. Band 8/9, 2012/2013 (2014), S. 437–453.
40. ↑  Haeffner 2000, S. 26.
41. ↑  Haeffner 2000, S. 27.
42. ↑  Wulf 2004, S. 142.
43. ↑  Wulf 2004, S. 59.
44. ↑  Wulf 2004, S. 210.
45. ↑  Haeffner 2000, S. 56.
46. ↑  Wulf 2004, S. 216.
47. ↑  Haeffner 2000, S. 65/67.
48. ↑  Haeffner 2000, S. 69 f.
49. ↑  Wulf 2004, S. 228.
50. ↑  Wulf 2004, S. 122.
51. ↑  Wulf 2004, S. 257.
52. ↑  Haeffner 2000, S. 107.
53. ↑  Haeffner 2000, S. 169.
54. ↑  Haeffner 2000, S. 204–208.
55. 1 2  Wulf 2004, S. 144.
56. ↑  Quellen des Selbst. Die Entstehung der neuzeitlichen Identität. (= Suhrkamp Taschenbuch Wissenschaft. 1233). Suhrkamp, Frankfurt am Main 1996, ISBN 3-518-28833-4. (Originaltitel: Sources of the Self. The Making of the Modern Identity, 1992, übersetzt von Joachim Schulte)
57. ↑  Michael Hampe: Philosophie. In: Sarasin/Sommer 2010, S. 277–280 (Panpsychismus), 282–283 (Emergentismus bzw. nicht-reduktiver Physikalismus).
58. ↑  Wulf 2004, S. 51.
59. ↑  Haeffner 2000, S. 177.
60. ↑  Haeffner 2000, S. 190.
61. ↑  Vgl. Axel W. Bauer: Der Mensch als Produkt der Gene und die Unantastbarkeit seiner Würde. In: Deutsche Richterzeitung. Band 80, 2002, Heft 5, S. 163–169.
62. ↑  Gerald Hartung: Philosophische Anthropologie. Grundwissen Philosophie. Stuttgart 2008, S. 119.
63. ↑  Christian Thies: Einführung in die philosophische Anthropologie. 2., überarbeitete Auflage. Darmstadt 2009, S. 144.
64. ↑  Gerald Hartung: Philosophische Anthropologie. Grundwissen Philosophie. Stuttgart 2008, S. 123.
65. ↑  Bernhard Verbeek: Die Anthropologie der Umweltzerstörung. Die Evolution und der Schatten der Zukunft. Darmstadt 1990, S. 238 f.
66. ↑  Bernhard Verbeek: Die Anthropologie der Umweltzerstörung. Die Evolution und der Schatten der Zukunft. Darmstadt 1990, S. 79, 244–246.
67. ↑  „Was ist der Mensch?“ So lautet beispielsweise eine der klassischen Fragen Immanuel Kants, unter religiösem Aspekt noch einmal gestellt von Wolfhart Pannenberg.
68. ↑  Haeffner 2000, S. 220.
69. ↑  Haeffner 2000, S. 231.
70. ↑  Badische Zeitung: Eine Zerstörungsgeschichte. 20. Februar 2024, abgerufen am 14. April 2024.